# Oxalis squamoso-radicosa
Oxalis squamoso-radicosa là một loài thực vật có hoa trong họ Chua me đất. Loài này được Steud. mô tả khoa học đầu tiên năm 1856.